# Bar Jolán aragóniai királyné
Bar Jolán (*1365 körül – †1431. július 3., Barcelona), Bar hercegnője, házassága révén aragón királyné.

## Élete

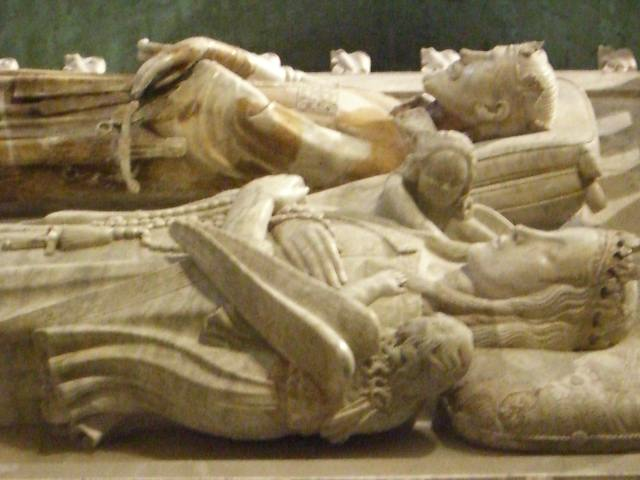
I. (Vadász) János aragón királynak és feleségének, Bar Jolán királynénak a síremléke a Poblet-kolostorban

Édesapja I. Róbert, Bar hercege, IV. Henriknek, Bar hercegének és Flandrai Jolánnak a fia.
Édesanyja Valois Mária francia hercegnő, II. János francia király és Luxemburgi Bona francia trónörökösné leánya.
Jolán volt szülei nyolcadik gyermeke a tizenegyből. Testvére, Lajos Verdune püspöke, majd testvérei halála után Bar grófja.
Amikor 1396. május 19-én meghalt férje, már egyik fiuk sem volt életben és mivel a száli törvény értelmében leány, így az elhunyt János király első házasságából származó lánya, Johanna infánsnő sem örökölhette Aragónia trónját, ezért Jolán királyné sógora, Idős Márton lett a király.
Jolán visszavonult Barcelonába és ott is halt meg 1431 júliusában. Ifjú Márton váratlan halála 1409. július 25-én mély válságot idézett elő az aragóniai uralkodóházban, melyet apja és utóda a szicíliai trónon, Idős Márton király már nem tudott megoldani. A házasságon kívül született fiát, Frigyest bár törvényesítették, nem sikerült utódául jelölnie sem neki, sem apjának, így Idős Márton is úgy halt meg a következő évben, 1410-ben hogy az utódlás kérdését nyitva és megoldatlanul hagyta.
Ezután öt trónkövetelő jelentkezett az aragón trónra, köztük az unokája is, de Idős Márton törvényesített unokáját egyik meghatározó szerepű özvegy királyné: sem Idős Márton özvegye, Margit aragóniai királyné, sem Ifjú Márton özvegye, Blanka szicíliai királyné sem támogatta, mint ahogy a másik özvegy aragón királyné, Bar Jolán unokáját, III. Lajost, Anjou hercegét sem, ezért végül két jelölt maradt csak állva az aragón trónöröklési harcban: egyrészről az aragón királyi ház feje, Aragóniai Jakab urgelli gróf, Aragónia főkormányzója, aki szintén magának követelte a trónt, Idősebb Márton király halála után megakadályozta Frigyest a trón elfoglalásában. Frigyes törvénytelen származása ellenére a hátránya az volt, hogy még kiskorú volt. Urgelli Jakab Idős Márton király sógora is volt egyben, aki hamar kiejtette az öt jelölt közül a még esélyest, a Barcelonai-ház másik jelöltjét, Alfonz gandiai herceget. Másik esélyes trónjelölt Ferdinánd kasztíliai infáns, Kasztília régense, és az elhunyt király unokaöccse volt. Végül kétéves ádáz küzdelem után a Caspei Megegyezés értelmében Idős Márton spanyol unokaöccse, a kasztíliai régens, Ferdinánd infáns foglalta el az aragón trónt, és ezzel véget ért a katalán eredetű Barcelonai-ház uralma Aragóniában, és a katalánokkal szemben a spanyolok kerültek túlsúlyba Aragónia kormányzásában, amely előrevetítette a két királyság perszonálunióját, majd teljes egyesülését.

## Gyermekei
Jolán 1380-ban feleségül ment az 1378-ban, első felesége, Armagnaci Mattea halálával megözvegyült János aragón trónörököshöz. Házasságukból hét gyermek született, de csak Jolán nevű lányuk érte meg a felnőttkort:
- Jakab (*1382. március 22. – †1388. szeptember 1., Zaragoza) aragón trónörökös, de fiatalon meghalt
- Jolán (*1384. augusztus 11., Barcelona – †1442. november 12.), aki feleségül ment II. Lajos címzetes nápolyi királyhoz, 5 gyermek, többek közt:
  - I. Renátusz nápolyi király
- Ferdinánd (*1389. március 18., Monzón – †1389. október, Monzón) csecsemőkorában meghalt
- Antónia (*1391 – †1392) csecsemőkorában meghalt
- Eleonóra (*1393. január 2. – †1393. július) csecsemőkorában meghalt
- Péter (*1394. január 13., Valencia – †1394. január, Valencia) néhány napos korában meghalt
- Johanna (*1396.  január 12., Barcelona – †1396 július)